# Acremonium sordidulum
Acremonium sordidulum är en svampart som beskrevs av W. Gams & D. Hawksw. 1975. Acremonium sordidulum ingår i släktet Acremonium, ordningen köttkärnsvampar, klassen Sordariomycetes, divisionen sporsäcksvampar och riket svampar.   Inga underarter finns listade i Catalogue of Life.